# 파이어드 업!
《파이어드 업!》(영어: Fired Up!)은 미국에서 제작된 윌 글럭 감독의 2009년 청춘 섹스 코미디 영화이다. 니컬러스 디애거스토 등이 출연하였고, 매슈 그로스 등이 제작에 참여하였다.

## 출연
- 니컬러스 디애거스토
- 에릭 크리스천 올슨
- 세라 로머
- 몰리 심스
- 데이비드 월턴
- 애너린 매코드
- 어디어 캘리언
- 콜린스 페니
- 줄리엣 골리아
- 헤일리 마리 노먼
- 마고 하슈먼
- 더닐 해리스
- 존 마이클 히긴스
- 필립 베이커 홀
- 이디 매클러그
- 제이크 샌드비그
- 니콜 투비올라
- 스미스 조
- 마시 오카
- 앨런 리치슨
- 태니아 치점
- 줄리애나 길
- 케일라 유얼
- 레이철 브룩 스미스
- 케이트 프렌치
- 제시카 조어
- 켈런 콜먼
- 프란시아 라이사
- 저넬 패리시
- 케이트 랭 존슨
- 질 래티아노
- 쇼샤나 부시
- 앰버 스티븐스
- 헤더 모리스
- 매디슨 라일리

## 기타 제작진
- 배역: 리사 밀러 캐츠
- 미술: 마샤 하인즈
- 세트: 캐런 어그레스티
- 의상: 밍카 드레이퍼